# Eugenio Moreno López
Eugenio Moreno López (Huerta de Valdecarábanos, 13 de noviembre de 1813 - Madrid 27 de agosto de 1880) fue un abogado, escritor y político español.  
Licenciado en derecho, era amigo de José de Espronceda, con quien escribió  en 1838 el drama en prosa Amor venga sus agravios. Fue diputado por Toledo en 1843 y de 1858 a 1863.  En 1843 fue nombrado profesor de literatura en la Escuela  Administración de Madrid. En 1851 fue elegido académico de la Real Academia de la Historia, pero no tomó posesión y la plaza se declaró vacante en 1855.  En 1857 fue nombrado académico de la Real Academia de Ciencias Morales y Políticas y en 1866 ingresó en la Sociedad de Bibliófilos Españoles .